# Jakub Hanák
Jakub Hanák (* 26. března 1983 Uherské Hradiště) je český veslař, reprezentant České republiky, olympionik, který získal stříbrnou medaili z olympijských her. V Athénách 2004 získal stříbro ve veslování, v párové čtyřce společně s Davidem Kopřivou, Tomášem Karasem a Davidem Jirkou.